# Calamia staudingeri
Calamia staudingeri är en fjärilsart som beskrevs av Warnecke 1941. Calamia staudingeri ingår i släktet Calamia och familjen nattflyn. Inga underarter finns listade i Catalogue of Life.